# Hochverrat (Film)
Hochverrat ist ein deutscher Stummfilm aus dem Jahre 1929. Unter der Regie von Johannes Meyer spielen Gerda Maurus und Gustav Fröhlich die Hauptrollen.

## Handlung
Russland zur Zeit des ausgehenden Zarismus. Mit Großfürst Kyrill erhält Warschau einen neuen Generalgouverneur. Menschenmassen säumen die Straßen, die zaristische Geheimpolizei und reguläre Ordnungskräfte kontrollieren jeden, der sich irgendwie auffällig verhält. Die junge Vera hat sich gleichfalls in die Menschentraube begeben, denn sie hat ein Attentat auf den Vertreter des Zaren vor. Doch bevor sie schießen kann, explodiert eine Bombe. Zwar bleibt der Großfürst unverletzt, doch unter den Menschen bricht eine Panik aus. Um nicht in die Hände der zaristischen Häscher zu geraten, versucht Vera daraufhin unterzutauchen. In einer ärmlichen Mansarde eines Studenten namens Wassil findet sie vorübergehend ein Versteck. Wassil schützt sie vor der Polizei und beide jungen Leute nähern sich auch emotional an.
Während nun Wassil ins Fadenkreuz der nach den Hintermännern des Attentats suchenden Polizisten gerät, setzt sich Vera nach Zürich in die Schweiz ab. Vera und Wassil hatten verabredet, dass er so schnell wie möglich nachkommt. Doch sie wartet vergebens. Der sie heftig umgarnende Fürst Stolin sagt ihr eines Tages, dass die Polizei Wassil statt ihrer verhaftet und ihn wegen Hochverrats nach Sibirien verbannt habe. Wassil hatte sich standhaft geweigert, das Versteck Veras zu verraten. Vera bittet den mächtigen Adeligen, seinen Einfluss zugunsten Wassils geltend zu machen. Dieser sieht jetzt die Möglichkeit, durch diese Gefälligkeit Vera für sich gewinnen zu können, und gibt Anweisung, Wassil entfliehen zu lassen. Als dieser tatsächlich nach Zürich entkommen kann, ist in Russland die Revolution im Gange, und Fürst Stolin hat in jeder Hinsicht das Nachsehen.

## Produktionsnotizen
Hochverrat wurde von Juni bis Juli 1929 gedreht und am 11. Oktober 1929 in Wien uraufgeführt. Die deutsche Erstaufführung fand am 9. November 1929 in Berlin statt.
Der Film basiert auf dem 1928 veröffentlichten Bühnenstück Zürich 1917 von Wenzel Goldbaum. Hauptdarstellerin Gerda Maurus war unmittelbar zuvor durch zwei Fritz-Lang-Filme zu Ruhm gekommen. 
Die militärische Beratung oblag dem Oberst a. D. Max von Engelhardt. Willi A. Herrmann entwarf die Filmbauten.
Bei den Dreharbeiten kam es zu einem schweren Unglück. Der Kameramann Friedrich Weinmann wurde derart hart von einem Pferd getreten, dass dabei seine Lunge schwer verletzt wurde. Er lebte noch acht Tage, dann verstarb er an den Folgen des Tritts. Carl Hoffmann fotografierte den Film zu Ende.

## Kritiken
Heinz Pol schrieb in der Vossischen Zeitung: „Eine recht geschickt gemachte Kolportagegeschichte (...) Sonst unterhält man sich vortrefflich, das heißt: man weiß durchaus nicht vorher, was in der nächsten Szene passiert. Haupterfordernis eines gut gemachten Reißers. Der ziemlich unbekannte Regisseur Johannes Meyer zeigt besonders am Anfang, in den Attentatsszenen, Farbe und Tempo, auch die Gesellschaftsszenen haben Schwung. Man merkt die russische Schule, auch die amerikanische. Doch das schadet nichts. Es berührt immer sympathisch, wenn der Schüler gelehrig war und das Gelernte ohne Prätention zeigt....“